# Policleto, o Jovem

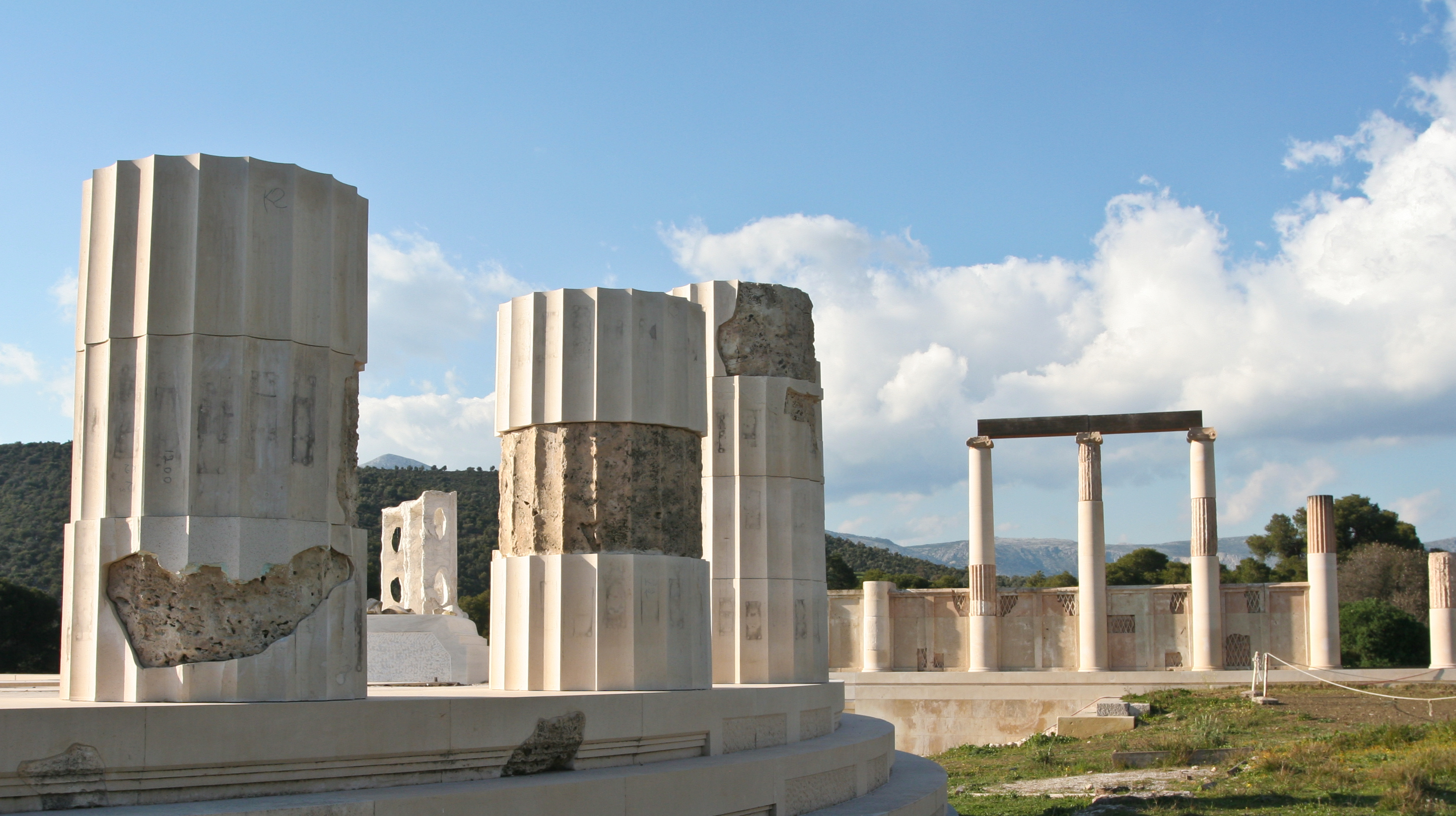
Ruínas do tolo de Epidauro, concebido por Policleto, o Jovem.

Policleto, o Jovem (século IV a.C.) foi um escultor e arquiteto da Grécia Antiga.
É tido como filho e discípulo de Policleto, o Velho. Produziu estátuas de atletas mas se tornou mais conhecido como arquiteto, sendo o construtor do tolo de Epidauro, onde introduziu o uso de capitéis coríntios, criando uma tradição largamente seguida.